# Mary Meyers
Mary Margret Meyers, coniugata Rothstein, conosciuta successivamente come Miriam Meyers (Saint Paul, 10 febbraio 1946 – Saint Paul, 21 marzo 2024), è stata una pattinatrice di velocità su ghiaccio statunitense.

## Palmarès

### Olimpiadi invernali
- Argento a Grenoble 1968 nei 500 metri.